# Mireille Martin-Deschamps

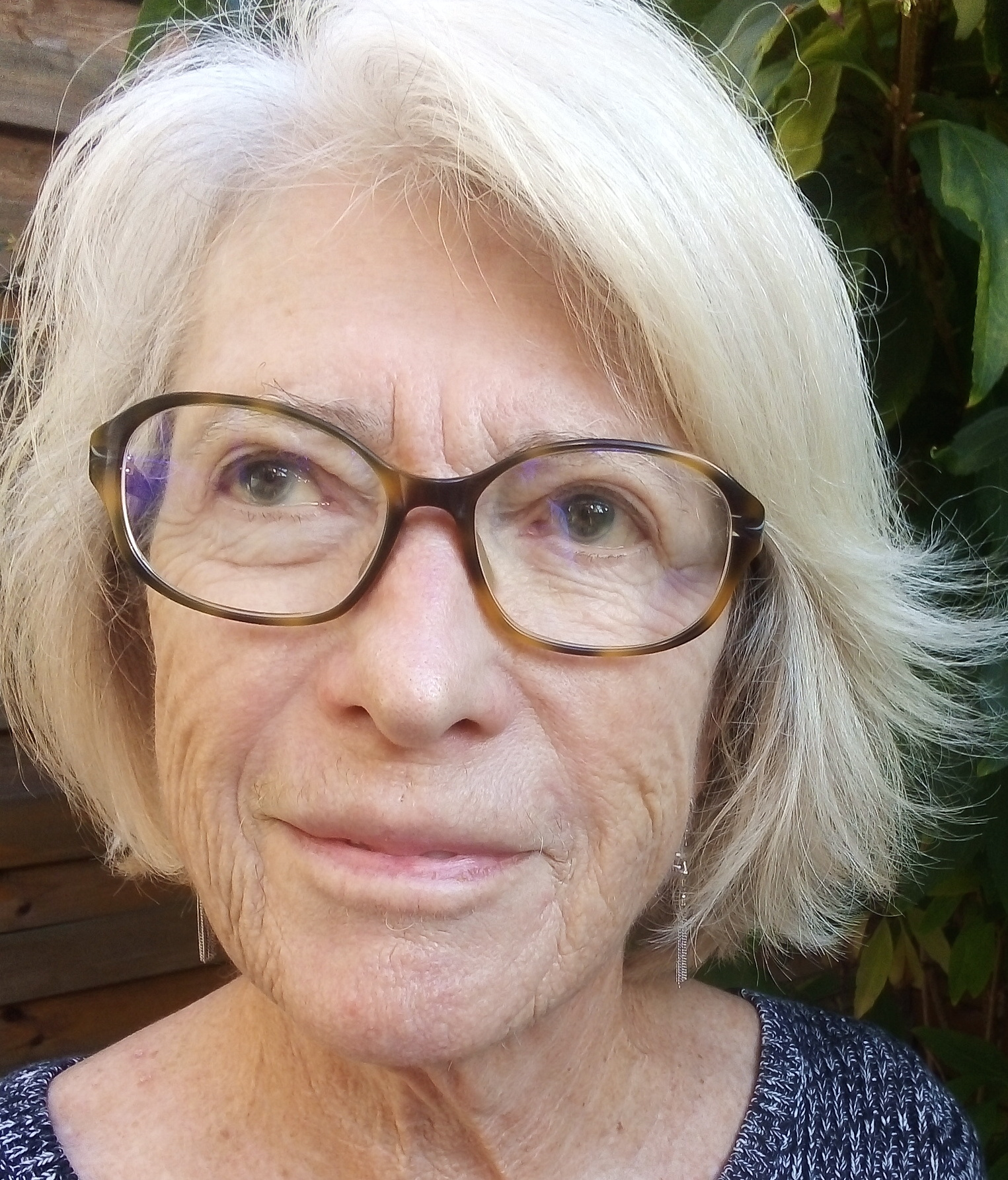
Mireille Martin-Deschamps

Mireille Martin-Deschamps (* 20. Jahrhundert als Mireille Rosalie Germaine Martin) ist eine französische Mathematikerin und Hochschullehrerin. Sie ist emeritierte Professorin an der Université de Versailles – Saint-Quentin-en-Yvelines (UVSQ) und war Präsidentin der Société mathématique de France und Vizepräsidentin der European Mathematical Society.

## Leben und Werk
Martin-Deschamps studierte von 1965 bis 1969 an der École normale supérieure de jeunes filles. Sie promovierte 1976 in Algebraischer Geometrie bei Pierre Samuel an der Universität Paris-Süd mit der Dissertation Surfaces de type général (ou fondamental) et de type (T [index 2]) sur un corps de fonctions (caractéristique 0).
Seit 1969 arbeitete sie bei der nationalen französischen Forschungsorganisation Centre national de la recherche scientifique (CNRS), zunächst von 1969 bis 1971 als Forschungspraktikantin, von 1971 bis 1979 als Attachée de Recherches und ab 1979 als beamtete Chargée de Recherches mit Dienstposten an der Universität Paris-Süd. 1987 wurde sie in den Rang einer Directrice de recherche (DR) erhoben.
Als DR war sie nacheinander an der Universität Paris VII (1987–1990), der École normale supérieure (1991–1997) und schließlich am mathematischen Institut (Laboratoire de Mathématiques) der Universität Versailles–Saint-Quentin (UVSQ, ab 1993) tätig. Im Oktober 2003 wurde sie Professorin an der UVSQ.
Von Juni 1998 bis Juni 2001 war sie Vorsitzende der französischen mathematischen Gesellschaft (Société mathématique de France). Seit 2006 ist sie Mitglied des Exekutivkomitees der European Mathematical Society und war von 2011 bis 2013 Vizepräsidentin der Gesellschaft.
Von 2003 bis 2007 war sie Regierungsbeauftragte (Chargée de mission) für den Bereich Mathematik und Informationswissenschaften in der Abteilung für Forschung des französischen Bildungs- und Forschungsministeriums (Ministère de l'Education Nationale, de la Recherche et de la Technologie, MENRT). Von 2006 bis 2009 war sie außerdem Mitglied des wissenschaftlichen Rates im französischen Komitee für die Begutachtung der universitären und wissenschaftlichen Zusammenarbeit mit Brasilien (Comité Français d'Évaluation de la Coopération Universitaire et Scientifique avec le Brésil, COFECUB) und seit 2002 Mitglied des wissenschaftlichen Rates der Stadt Paris. 2008 und 2009 war sie Präsidentin der Jury des Prix La Recherche.
Ihre Forschungsschwerpunkte liegen in der Algebraischen Geometrie und sie arbeitete wissenschaftlich zusammen mit Daniel Perrin und Robin Hartshorne. Sie wurde eine Spezialistin für das Hilbert-Schema von Kurven im dreidimensionalen projektiven Raum.
2004 wurde sie zum Ritter der Ehrenlegion ernannt.

## Veröffentlichungen (Auswahl)
- Surfaces de type général (ou fondamental) et de type (T) sur un corps de fonctions (caractéristique 0). 1976 (sudoc.fr – Dissertation, Universität Paris-Süd).
- Biliaisons élémentaires en codimension 2. In: Annales de la Faculté des Sciences de Toulouse : Mathématiques. Serie 6, Band 15, Nr. 2, 2006, S. 281–296, doi:10.5802/afst.1122.